# Шаловка (приток Клязьмы)
Ша́ловка — небольшая река в Ногинском и Щёлковском районах Московской области, правый приток Клязьмы.
Вытекает из заболоченного озера в полукилометре на север от Медвежьих озёр, впадает в Клязьму рядом с посёлком Обухово. По некоторым источникам вытекает из Бисерова озера, а указанный выше водоток называют притоком — рекой Купавинка (такое название встречается и на указателе пересекающей реку трассы М7).
По берегам реки выросло несколько населённых пунктов: д. Никифорово, д. Шевелкино, г. Старая Купавна, деревни Шульгино, Меленки, Кашино и посёлок городского типа Обухово.

## Гидрология
Длина реки — 27 км, наибольшая ширина достигает 7 метров, максимальная глубина — 1,2 метра, преобладающая — 0,8 метра. Берега низкие, местами обрывистые, грунты песчаные, заиленные (толщина ила 0,75 м).
Основные притоки: Кудиновка и Марьинка, кроме того, имеет сток из Бисеровского рыборазводного водохранилища и из Бисерово озера.
В Старой Купавне на реке возведена плотина, образовавшая Купавинский пруд (0,27 км²).

## Растительность
По берегам реки растут: ива, ольха, орешник и их кустарники; осока, тростник, череда, рогоз.
Лесов по берегам практически нет, местами берега распаханы, преимущественно заболочены.

## Фауна
Ниже Купавинской плотины рыба не встречается (2000-е), в пруде и выше можно встретить окуня, щуку, линь, плотву, карпа, карася, пескаря.
На пролёте у пруда иногда останавливаются кряквы, шилохвостки и чирок-свистунок.

## Экология
На землях вокруг Старой Купавны действует значительное количество промышленных производств, складов хранения химии. Сброс городских сточных вод в реку осуществляется через очистные сооружения.
Кроме непосредственно берегов, в бассейне реки находятся такие крупные населённые пункты, не имеющие очистных сооружений, как Вишняковские Дачи, Кудиново, а также менее крупные деревни и дачные посёлки.
По результатам обследования сельхозугодий в 1999 году в верховьях реки, почвы берегов имели повышенное содержание тяжёлых металлов.
На левом берегу около Старой Купавны располагается крупная закрытая свалка, а в водосборном бассейне реки находится крупнейшая (более 8 млн тонн) в регионе Тимоховская свалка (полигон ТБО). Вдоль реки проложены трассы нефте- и нефтепродуктопроводов.

## Природоохранные и особые территории
По левому берегу реки, чуть севернее Горьковского шоссе располагается государственный охотничий резерв с ограниченным проездом на его территорию.

## Данные водного реестра
По данным государственного водного реестра России относится к Окскому бассейновому округу, водохозяйственный участок реки — Клязьма от города Ногинск до города Орехово-Зуево, речной подбассейн реки — бассейны притоков Оки от Мокши до впадения в Волгу. Речной бассейн реки — Ока.
По данным геоинформационной системы водохозяйственного районирования территории РФ, подготовленной Федеральным агентством водных ресурсов:
- Код водного объекта в государственном водном реестре — 09010300612110000031376
- Код по гидрологической изученности (ГИ) — 110003137
- Код бассейна — 09.01.03.006
- Номер тома по ГИ — 10
- Выпуск по ГИ — 0